# جاكوب سيفيرين
جاكوب سيفيرين (بالدنماركية: Jacob Severin)‏ هو تاجر دنماركي، ولد في 27 أكتوبر 1691 في Sæby ‏ في الدنمارك، وتوفي في 21 مارس 1753 في Dronninglund Castle ‏ في الدنمارك.